# Toshio Mori
Toshio Mori (3 mars 1910 - 12 avril 1980) est un auteur américain, surtout connu pour être l'un des premiers (et peut-être le premier) écrivains japonais–américains à publier un livre de fiction.

## Biographie
Mori est né à Oakland, en Californie, et il a grandi à San Leandro. Pendant la seconde Guerre Mondiale, lui et sa famille ont été internés au Topaz War Relocation Center, dans l'Utah; Mori y a édité le journal Trek pendant un an. Après la guerre, Mori est retourné à Bay Area, et il a continué à écrire. Il est l'auteur de Yokohama, California (1949), The Chauvinist and Other Stories (1979), et  (1980). Mori a travaillé la plus grande part de sa vie adulte dans une petite pépinière familiale. Il se forçait a écrire après son travail de jour, la nuit de 22 h 00 à 2 h 00.

## Style et thèmes
Mori est un auteur de nouvelles ; ses histoires reflètent la vie des Japonais immigrés dans l'Amérique d'avant et d'après-guerre. Avec émerveillement pour la routine quotidienne des gens autour de lui, les histoires de Mori concernent des situations d'apparente insignifiance, qui montrent les liens affectifs et culturels que tous les Américains partagent entre eux, quelle que soit leur origine ethnique. Ce ton est l'une des principales raisons pour lesquelles son travail a connu un tel succès; il était accessible au-delà de la communauté des immigrés japonais. Même son œuvre écrite  dans un camp d'internement est optimiste; son style d'écriture dans les camps d'internement a encouragé les Japonais-Américains à ne pas être pessimistes et  à avoir foi dans le système démocratique américain.
Si la majorité des écrits de Mori est considérée comme légère et même comique, certaines de ses œuvres mettent en avant la tension émotionnelle qu'un Américain d'origine Japonaise pouvait ressentir avant, pendant et après la guerre. La plupart de ses œuvres d'avant-guerre décrit de façon légèrement comique les problèmes qu'un Américain d'origine Japonaise devait traiter quotidiennement, en essayant d'équilibrer sa culture japonaise avec l'américaine. Durant son internement, le ton de Mori s'est parfois assombri, particulièrement dans une nouvelle dédiée à son frère (qui a été gravement blessé dans la 442e Regimental Combat Team): elle décrit une dispute entre frères sur leur devoir patriotique envers leur pays.

### Sources primaires
- Mori, Toshio. New Directions in Prose & Poetry. (James Laughlin éd.) . Middlebury, VT, Otter Valley Press, 1938.
- Yokohama, California, ID: The Caxton Printers, Ltd., 1949. Introduction par William Saroyan.
- “Tomorrow is Coming, Children” Trek. (Jim Yamada, Taro Katayama, and Marii Kyogoku éds). Topaz Internment Camp, Utah. 1.1 et 1.2 (Noël 1942/1943): 13-16.
- “The Woman Who Makes Swell Doughnuts.” Aiiieeeee! An Anthology of Asian-American Writers. Lawson Fusao Inada, et al. éds. Washington D.C., 1974. 123.
- Woman from Hiroshima. San Jose, CA: Isthmus Press, 1979.
- The Chauvinist and Other Stories. Los Angeles: Asian American Studies Center of University of California, Los Angeles, 1979.
- Yokohama, California. 2e édition., Seattle: University of Washington Press, 1985. Nouvelle introduction par Lawson Fusao Inada.
- “Japanese Hamlet.” Imagining America: stories from the promised land. Wesley Brown & Amy Ling éds. New York : Persea Books, 1991. 125-127.
- “The Chauvinist.” Charlie Chan is dead: an anthology of contemporary Asian American Fiction. éd. par Jessica Hagedorn. New York, N.Y: Penguin Books, 1993. 328-337.
- “Through Anger and Love.” Growing up Asian American, An Anthology. éd. par Maria Hong. New York: W. Morrow, 1993. 53-64.

Romans inédits
- Send These the Homeless (écrit au Topaz camp in 1942)
- The Brothers Murata (Titre original “Peace Be Still” fini en 1944)
- Way of Life (écrit dans les années 1960)

### Sources secondaires
- Barnhart, Sarah Catlin. “Toshio Mori (1910–1980)” Asian American Novelists: A Bio-Bibliographical Critical Sourcebook. éd. par Emmanuel S. Nelson. Westport, CT: Greenwood; 2000. 234-39
- Bedrosian, Margaret. “Toshio Mori’s California Koans.” MELUS: 15.2 (1988): 47-55.
- Hassell, Malve von. Ethnography, Storytelling and the Fiction of Toshio Mori. Dialectical Anthropology, 1994; 19.4: 401-18.
- Palomino, Harue. Japanese Americans in Books or in Reality? Three Writers for Young Adults Who Tell a Different Story. “How Much Truth Do We Tell the Children? The Politics of Children's Literature.” éd. par Betty Bacon. Minneapolis: Marxist Educational Press; 1988. 257.
- Mayer, David R. “Akegarasu and Emerson: Kindred Spirits of Toshio Mori’s “The Seventh Street Philosopher.” Amerasia Journal, 1990; 16.2: 1-10.
- The Philosopher in Search of a Voice: Toshio Mori’s Japanese-Influenced Narrator. AALA Journal, 1995; 2: 12-24.
- “The Short Stories of Toshio Mori.” Fu Jen Studies: Literature and Linguistics, 1988; 21: 73-87.
- “Toshio Mori and Loneliness.” Nanzan Review of American Studies 15 (1993): 20-32.
- “Toshio Mori’s Neighborhood Settings: Inner and Outer Oakland.” Fu Jen Studies: Literature and Linguistics, 1990; 23: 100-115.
- “Toshio Mori's '1936': A True and a False Prophecy.” Academia: Bungaku Gogaku Hen/Literature and Language, septembre 1999; 67: 69-81.
- “Can't See the Forest: Buddhism in Toshio Mori's 'The Trees.” Academia: Bungaku Gogaku Hen/Literature and Language, janvier 2002 ; 71: 125-36.
- Palumbo Liu, David. “Universalisms and Minority Culture.” Differences: A Journal of Feminist Cultural Studies 7.1 (1995): 188-208.
- Sato, Gayle K. “(Self) Indulgent Listening: Reading Cultural Difference in Yokohama, California.” Japanese Journal of American Studies, 2000; 11: 129-46.
- Sledge, Linda Ching. “Reviewed Work(s): The Chauvinist and Other Stories by Toshio Mori.” MELUS 7.1 (Printemps 1980): 86-90.
- Wakida, Patricia. “Unfinished Message” Selected Works of Toshio Mori. The Review of Arts, Literature, Philosophy and the Humanities (RALPH). Volume XXIV.2 (Printemps 2001).